# Crouch End

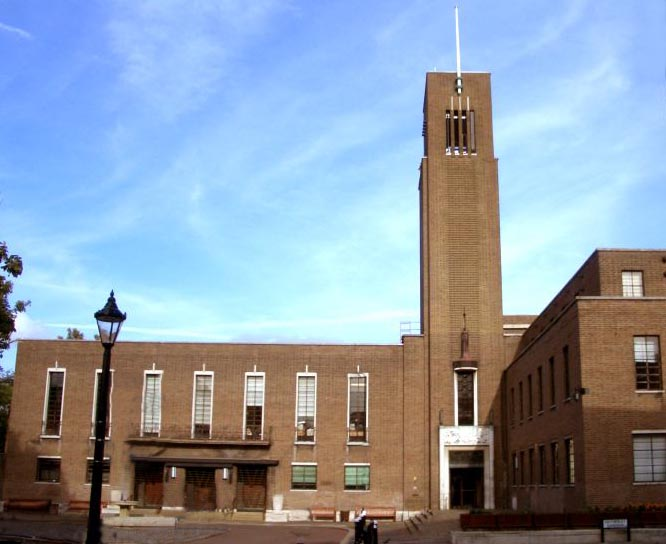
Il municipio in disuso di Hornsey

Crouch End è un quartiere situato nell'area di North London, nel borgo londinese di Haringey, circa 10 chilometri a nord-est di Charing Cross. La zona copre un'antica piccola valle circondata da Muswell Hill, Harringay, Finsbury Park e Highgate.

## Storia
Quello che oggi è un semplice quartiere, fu un tempo parte del Borgo municipale di Hornsey. La chiesa locale viene già citata in documenti del 1291. Nel corso dell'Ottocento il territorio subì una drammatica e rapidissima urbanizzazione. Il quartiere si presenta oggi come una zona di classe media, con un'architettura molto curata e tipica, e una vivace attività intellettuale che comprende anche una scuola d'arte e di musica.

## Collocazione
Crouch End si trova in una valle fra Harringay ad est, Hornsey, Muswell Hill e Wood Green a nord, Finsbury Park e Archway a sud mentre a ovest si affaccia su Highgate.
"Crouch End" è un termine che molto probabilmente deriva dalla voce latina "crux", che potrebbe fare riferimento ad un incrocio oppure alla forma stessa di una croce, unita alla parola inglese "end", cioè "termine". L'etimologia potrebbe dunque far pensare a "fine della croce" o "termine dell'incrocio". Si pensa che la prima ipotesi sia quella con più fondamento, considerando che il sito sorge sulla sommità inferiore di una vallata, i cui punti di riferimento un tempo potevano essere disposti lungo un'immaginaria croce. Dove oggi si trova la torre con l'orologio un tempo esisteva Crouch Hall.

## Storia

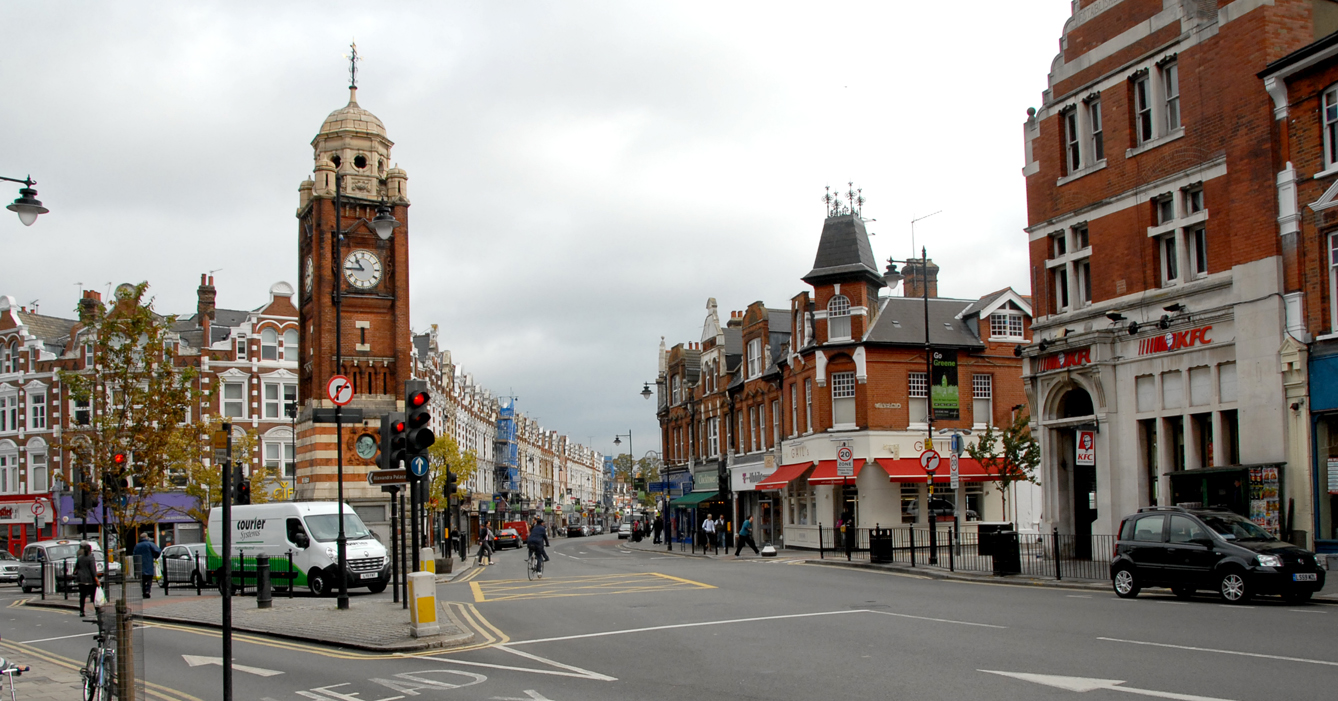
Una fotografia mostra Crouch End nel 2011

Crouch End è cresciuto come un piccolo villaggio di frazione lungo la strada medievale che collegava Londra al nord. In questo periodo fu governata come se fosse una frazione del quartiere di Hornsey, che divenne parrocchia intorno agli inizi del Trecento. Quest'area un tempo parecchio boscosa e palustre era caratteristica per il numero di fattorie e villette, una delle quali era Crouch Hall, costruita probabilmente nel tardo Seicento, al crocevia di quel che poi è diventato meglio conosciuto come Crouch End. 
Crouch End rimase rurale fino quasi al 1880, probabilmente a causa della mancanza di un'adeguata rete fognaria . Ampie parti sono rimaste di proprietà privata, inibendone lo sviluppo. Ad ogni modo, l'avvento delle linee ferroviarie ha cambiato significativamente l'area. Nel 1887 ci sono state sette stazioni ferroviarie nella zona.
Crouch End divenne un quartiere prospero e borghese a causa di un afflusso di soprattutto gli impiegati che potevano facilmente commutare alla città.  Le grandi case dismesse o in rovina vennero sostituite con abitazioni più confortevoli per sottostare alle esigenze di una popolazione locale di media classe; nel contempo, numerosi parchi pubblici furono aperti e fu disposta, inoltre, una serie di nuove strade e viali, come l'a Elder Avenue e Weston Park.
Crouch End si espanse notevolmente nel tardo periodo vittoriano e la maggior parte delle attuali strade sono state costruite nel tardo XIX secolo.
Entro la metà degli anni Trenta del Novecento, a Crouch End fu costruito un centro commerciale che includeva un Teatro dell'Opera nel mezzo del periodo della Topsfield Parade.
Fino al 1965, Crouch End era amministrativamente parte del Borgo municipale di Hornsey. Nel 1966, quando il governo locale a Londra è stata riorganizzato, Hornsey è stata fusa con i comuni di Wood Green e Tottenham. Crouch End divenne così parte del distretto londinese di Haringey.
Negli anni del dopoguerra Crouch End ha ottenuto un raggruppamento sociale più misto  e a livello di fornitura di alloggi sociali ha visto la crescita di case popolari in ed intorno a Crouch End in Hornsey Vale (conosciuto come Abissinia) e Hornsey stesso. Molte delle case nella zona lay vuota dopoguerra e molti sono stati acquistati a basso costo da parte di proprietari speculative che poi li lasciano fuori per le popolazioni studentesche crescita del Mountview e scuole d'arte Hornsey. L'area divenne noto come terra studente monolocale per diversi decenni nei primi anni '80 fino gentrification della zona ha cambiato il profilo sociale  ed è diventato progressivamente più classe media. Alla fine molte case divennero così altamente prezzo che la classe operaia è diventata lentamente emarginati ei loro figli non sono in grado di permettersi di vivere nella zona si allontanò . Questi cambiamenti sociali potrebbe essere visto dai cambiamenti nei tipi del negozio per il periodo ; gentrification portato agenzie immobiliari in massa fino a quando il ritmo rallentato e questo è stato sostituito da up-market stabilimenti e pavimentazione di tipo caffè.

## Trasporti

### Autobus
W3, W5, W7, 41, 91